# Citizen Facts
Citizen Facts est une série documentaire de 5 épisodes de 35 minutes, créée en 2021 par Aude Favre et Sylvain Louvet à l'aide d'une rédaction citoyenne et diffusée le 24 octobre 2023 sur arte.tv.

## Description
La série met en avant le travail de recherche de la rédaction citoyenne Citizen Facts autour de plusieurs sujets d'actualité (mouvement anti-vax, greenwashing, avortement, etc.).
Au-delà de la vérification des faits, chaque épisode est l'occasion pour les auteurs de faire découvrir au spectateur les outils pédagogiques et numériques utiles au travail journalistique et à l'analyse de la désinformation,,.
Chaque épisode traitant d'un sujet particulier, l'autrice et narratrice Aude Favre suit un groupe restreint de participants à la rédaction citoyenne dans leurs échanges et leurs recherches. Les épisodes montrent ainsi principalement les réunions de groupe, les interviews ou les outils utilisés pour répondre aux questions au fur et à mesure de l'enquête et parvenir à une conclusion claire.

## Rédaction citoyenne
Avec sa chaîne Youtube « Aude WTFake » traitant principalement de fact-checking depuis 2017, la journaliste Aude Favre monte en 2020 un serveur Discord « WTFAKE la Rédac’ », premier groupe citoyen « anti fake-news », qui atteint un millier de membres et qui lui permet de réaliser un documentaire pour Complément d'enquête sur le financement de la désinformation.
C'est à l'issue de ce projet que la rédaction Citizen Facts naît, avec pour objectif à long terme de « créer une considérable communauté de fact-checking européen ».
La rédaction Citizen Facts, au travers du serveur Discord associé, vise à rassembler et coordonner les personnes motivées pour travailler sur un sujet donné. Aucune exigence professionnelle n'est demandée, les participants ne sont pas nécessairement journalistes ou experts du sujet à traiter. 
Au 2 janvier 2023, la rédaction comptabilise 1 679 personnes, âgés de 14 ans à 67 ans.

## Épisodes

### Épisode 1:Du discours antivax au conspirationnisme
L'épisode se découpe en 5 parties :
- Introduction : Jean-Jacques Crèvecœur est présenté au travers de quelques-unes de ses affirmations contestées à propos de santé publique ou du Covid-19, et de sa notoriété grandissante auprès du grand public, notamment sur YouTube.
- Son discours anti-vax : Jean-Jacques Crèvecœur affirme que le vaccin contre la Covid-19 est létal et à l'origine de plusieurs dizaines de milliers de décès, il présente dans ses vidéos plusieurs photos et identités de victimes présumées. Dans la majorité des cas, la rédaction Citizen Facts ne trouve aucun élément probant pour affirmer que la vaccination en est la cause.
- Confrontation avec Jean-Jacques Crèvecœur et son public : L'autrice Aude Favre rencontre Olivia, une partisane convaincue de Jean-Jacques Crèvecœur, pour lui présenter les résultats de l'enquête et en discuter. À la fin de l'échange, Olivia dit toujours penser que le conférencier est de bonne foi. Pour Aude Favre, ce rejet des arguments présentés comme rationnels montre la force des croyances potentielles de chacun.
- La nouvelle médecine germanique du Dr Hamer : Les formations vendues par Jean-Jacques Crèvecœur sont inspirées par les méthodes de Ryke Geerd Hamer, inventeur de la controversée nouvelle médecine germanique, radié de l'Ordre des médecins (de) et condamné a plusieurs années de prison à la suite du décès de plusieurs de ses patients. Malgré tout, Jean-Jacques Crèvecœur continue de suivre cette méthode qu'il qualifie de pertinente.
- La technique Crèvecœur : Une interview est organisée par l'autrice Aude Favre avec Jean-Jacques Crèvecœur. Ce dernier admet ne pas documenter l'ensemble de ses dires, mais privilégie un travail de compilation et de synthèse pour « faire du sens ». À propos des décès attribués à tort au vaccin contre la Covid-19 ou de la méthode Hamer, Jean-Jacques Crèvecœur maintient les propos présentés lors du documentaire. Aucun élément permettant de valider ses affirmations n'est partagé à l'équipe de rédaction Citizen Facts.

### Épisode 2:Vols écolos, des promesses en l'air?
L'épisode se découpe en 5 parties :
- Introduction : L'autrice Aude Favre découvre que sa mère va en Nouvelle-Zélande en avion et participe au programme Tip and Tree d'Air France pour compenser les émissions carbone du vol en aidant au financement de la plantation d'arbres pour un agriculteur de la Beauce.
- L'évaluation de l'emprunte carbone d'un vol : Avec l'aide de Bon Pote, blogueur spécialisé sur le réchauffement climatique, les enquêteurs de la rédaction cherchent à estimer l'empreinte carbone d'un vol Paris-Aukland. Si plusieurs estimations peuvent être faites selon les hypothèses de travail prises en compte (trainées de condensation, autres gaz émis, etc.), il en ressort que Air France prend un chiffre faible, sans informer le consommateur de l'existence de données moins avantageuses.
- Les résultats de la stratégie de compensation : En rendant visite à l'agriculteur concerné par le programme de plantation d'arbres, Aude Favre dispose des éléments de précision concernant ce dernier (nombre et taille des arbres, essences, etc.). Un expert en agroforesterie estime que ces éléments ne sont pas suffisants pour compenser le vol Paris-Auckland. Par l'intermédiaire de son Directeur du Développement Durable, Air France reconnait avoir des efforts à faire sur la communication faite autour de ce type de programme.
- Les vols labelisés « neutres en carbone » : La rédaction montre que plusieurs programmes de compensation carbone proposés par Lufthansa présentent une estimation de leur impact surévaluée. Elle montre également que la société de labellisation chargée de gérer ces projets a distribué des labels « neutre en carbone » injustifiés à d'autres entreprises.
- Conclusion : Aude Favre présente sa mère aux enquêteurs de la rédaction ayant participé à cet épisode.

### Épisode 3:Avortement: la croisade en ligne des anti-IVG
La veille d'un vote à l'Assemblée nationale sur l'inscription du droit à l'IVG dans la Constitution française, Grégor Puppinck, directeur du think tank chrétien conservateur ECLJ, revendique l'envoi d'un courrier aux députés pour militer contre ce droit.
Les enquêteurs de la rédaction commencent par vérifier les propos de Grégor Puppinck sur l'IVG. Ils montrent notamment que sa légalisation réduit la mortalité des femmes dans les pays concernés, contrairement à ce qu'affirme Grégor Puppinck. Ils montrent également que son think tank du Centre européen pour le droit et la justice, malgré un discours actuel relativement neutre, est financé par le Centre Américain pour le Droit et la Justice (en), ouvertement anti-IVG.
En appelant le numéro vert de ivg.net, Aude Favre met en évidence les contrevérités et l'influence des discours anti-avortement jusque dans les services se présentant comme service d'aide et d'orientation sur le sujet. En remontant les sources de trafic du site, elle montre que celui-ci est financé par l'organisme de mécénat Stella Domini, lui-même lié à l'agence d'interim française Domino RH, cette dernière ayant une structure spécialisée pour les métiers médicaux et des clients hospitaliers.
- Les participants à l'enquête utilisent Google Scholar pour rechercher les publications scientifiques traitant du sujet.
- Ils utilisent également le site Wayback Machine pour retrouver l'historique du site l'ECLJ.
- Semrush est utilisé pour identifier les sites internet générant du trafic vers ivg.net.

### Épisode 4:Wikipédia, nouvelle cible des conspirationnistes
L'épisode est introduit par une vidéo d'Idriss Aberkane, conférencier et essayiste français, accusant Wikipédia de mensonges. Aude Favre et la rédaction Citizen Facts posent alors la question de la fiabilité de l'encyclopédie en ligne.
Le documentaire présente le fonctionnement et les 5 principes fondateurs de Wikipédia, qui définissent les conditions de son élaboration. Avec la présidente de Wikimedia France, un groupe d'enquêteurs de la rédaction est invité à mettre à jour un article pour illustrer et comprendre ses principes. 
Après de nouvelles accusations d'Idriss Aberkane quant au financement de Wikipédia et à l'existence de pages volontairement trompeuses contre rémunération, la rédaction ne parvient pas à établir d'échanges financiers douteux dans les différents rapports financiers consultés.
Toutefois, les enquêteurs mettent en avant l'influence indirecte d’Avisa Partners. La société d'e-réputation est en effet parvenue à manipuler des contenus Wikipédia pour le comptes de ses clients comme LVMH, EDF ou La Banque Postale, au travers de faux sites de presse pouvant être utilisés comme source d'information par les rédacteurs de l'encyclopédie.
Le documentaire présente le projet Antipub qui vise à lutter contre ces influences. Des « patrouilleurs » de l'encyclopédie présentent des exemples de vandalismes et de publicités cachées, et les actions mises en place pour les corriger. Plusieurs exemples de tentatives d'instrumentalisation sont présentés, comme sur les pages de FranceSoir, Findus, Patrick Poivre d'Arvor, Laetitia Avia ou Éric Zemmour.
Pour observer ces manipulations souvent politiques, les enquêteurs reprennent un programme informatique capable d'identifier les modifications faites sur Wikipédia depuis les instances et partis politiques français. À la fin de l'épisode, aucune modification suspecte n'est observée par le programme.
- Captain Fact est utilisé pour sourcer les affirmations d'Idriss Aberkane en vidéo.
- L'historique des pages Wikipédia est présenté pour retrouver les personnes ou entreprises ayant modifié une page.
- Le programme d'identification des modifications Wikipédia est issu des travaux de Tom Scott, vidéaste britannique, et de François Malaussena, conseiller parlementaire du Parti Socialiste.

### Épisode 5:Adrénochrome, la substance qui empoisonne la toile
Après une courte introduction sur les origines du sujet, l'épisode présente l'émission Touche pas à mon poste ! (TPMP) du 9 mars 2023 dans lequel une théorie complotiste autour de l'adrénochrome est présentée par un intervenant, Gérard Fauré, soutenu par la chroniqueuse Myriam Palomba.
La théorie de Gérard Fauré est présentée au travers de ses contenus vidéos. Les propos de Myriam Palomba sont quant à eux étudiés grâce à un dossier qu'elle publie dans le magazine Choc. La rédaction montre que ce dossier, soutenant la thèse de Gérard Fauré, manque de rigueur et est principalement issu d'un article de l'Agence France-Presse soutenant son contraire.
Aude Favre entre en contact avec Vincent Flibustier, fondateur du média parodique Nordpresse à l'origine de nombreuses réactions envers Myriam Palomba sur les réseaux sociaux. Il présente son travail comme bénéfique pour la lutte contre la désinformation.
La rédaction étudie l'historique du terme « adrénochrome » sur les réseaux sociaux et internet. Des liens sont faits avec le mouvement conspirationniste QAnon en 2016 et l'affaire du Pizzagate aux États-Unis. En France, le documentaire montre un pic important le jour de l'émission de TPMP et l'influence de cette dernière dans la diffusion de la thèse de Gérard Fauré.
En Allemagne, Aude Favre montre l'influence des propos de Xavier Naidoo, chanteur de soul allemand, dans la diffusion du terme auprès du grand-public.
Le documentaire présente des liens entre la théorie complotiste autour de l'adrénochrome et les thèses antisémites des XIXe et XXe siècles.
- Aude Favre présente une méthode appelée « STAR » pour Source, Travail, Auteur et Rigueur, pour évaluer le niveau d'un travail journalistique.
- Google Trends et Radarly sont utilisés pour mesurer l'utilisation du terme « Adrénochrome » sur internet.

## Vidéos
- [vidéo][Production de télévision] « Citizen Facts (1/5) - Du discours antivax au conspirationnisme », Aude Favre (réalisatrice), Aude Favre et Sylvain Louvet (autrice et auteur) sur Arte, 2023, 36 min (consulté le 4 novembre 2023)

- [vidéo][Production de télévision] « Citizen Facts (2/5) - Vols écolos, des promesses en l'air ? », Aude Favre (réalisatrice), Aude Favre et Sylvain Louvet (autrice et auteur) sur Arte, 2023, 35 min (consulté le 4 novembre 2023)

- [vidéo][Production de télévision] « Citizen Facts (3/5) - Avortement : la croisade en ligne des anti-IVG », Aude Favre (réalisatrice), Aude Favre et Sylvain Louvet (autrice et auteur) sur Arte, 2023, 37 min (consulté le 4 novembre 2023)

- [vidéo][Production de télévision] « Citizen Facts (4/5) - Wikipédia, nouvelle cible des conspirationnistes », Aude Favre (réalisatrice), Aude Favre et Sylvain Louvet (autrice et auteur) sur Arte, 2023, 35 min (consulté le 4 novembre 2023)

- [vidéo][Production de télévision] « Citizen Facts (5/5) - Adrénochrome, la substance qui empoisonne la toile », Aude Favre (réalisatrice), Aude Favre et Sylvain Louvet (autrice et auteur) sur Arte, 2023, 35 min (consulté le 4 novembre 2023)